# Клаудия Кардинале
Клаудия Кардинале (на италиански: Claudia Cardinale родена Claude Josephine Rose Cardinale) е италианска актриса от сицилиански произход, родена в Тунис.

## Биография
Родена в Тунис, през 1957 година печели конкурс и е обявена за най-красивата италианка в Тунис. Като награда за това заминава на посещение на международния филмов фестивал във Венеция. Снимала се е във филми на Лукино Висконти и Федерико Фелини.
От края на 1980-те години живее в Париж. Има две деца – син Патрик и дъщеря Клаудия. Клаудия Кардинале понастоящем е посланичка за жените и околната среда на ЮНЕСКО в Африка.
През месец октомври 2015 година посещава България по повод премиерата на българския филм „Имало едно време един уестърн“ (Twice upon a time in the West) на режисьора Борис Десподов, в който актрисата играе себе си. По време на посещението си в България получава титлата „доктор хонорис кауза“ на Националната академия по театрално и филмово изкуство „Кръстьо Сарафов“. Тя е 18-ата знаменитост, на която Академичният съвет на НАТФИЗ присъжда това звание.  На 6 октомври същата година е гост в „Шоуто на Слави". 

## Избрана филмография
| Година | Филм                             | Оригинално заглавие              | Роля                      | Режисьор           |
| ------ | -------------------------------- | -------------------------------- | ------------------------- | ------------------ |
| 1958   | Неизвестни извършители           | I soliti ignoti                  | Кармелина                 | Марио Моничели     |
| 1959   | Първата нощ                      | La prima notte                   | Анжелика                  | Алберту Кавалканти |
| 1959   | Заплетен случай                  | Un maledetto imbroglio           | Асунтина                  | Пиетро Джерми      |
| 1960   | Роко и неговите братя            | Rocco e i suoi fratelli          | Джинета                   | Лукино Висконти    |
| 1963   | 8½                               | 8½                               | Клаудия – кинозвезда      | Федерико Фелини    |
| 1963   | Гепардът                         | Il gattopardo                    | Анджелика Седара/Бертиана | Лукино Висконти    |
| 1963   | Момичето на Бубе                 | La ragazza di Bube               | Мара                      | Луиджи Коменчини   |
| 1965   | Бледите звезди на Голямата мечка | Vaghe stelle dell'Orsa           | Сандра                    | Лукино Висконти    |
| 1966   | Професионалистите                | The Professionals                | Г-жа Мария Грант          | Ричард Брукс       |
| 1968   | Денят на совата                  | Il giorno della civetta          | Роза Николози             | Дамяно Дамяни      |
| 1968   | Имало едно време на Запад        | Once Upon a Time in the West     | Джил Макбейн              | Серджо Леоне       |
| 1971   | Петролотърсачките                | Les Pétroleuses                  | Мари Саразин              | Кристиан-Жак       |
| 1974   | Семеен портрет в интериор        | Gruppo di famiglia in un interno | Съпругата на Професора    | Лукино Висконти    |
| 1977   | Исус от Назарет                  | Jesus of Nazareth                | Прелюбодейка              | Франко Дзефирели   |
| 1982   | Подаръкът                        | Le cadeau                        | Антонела Дюфор            |                    |